# Cimitero di Lebanon

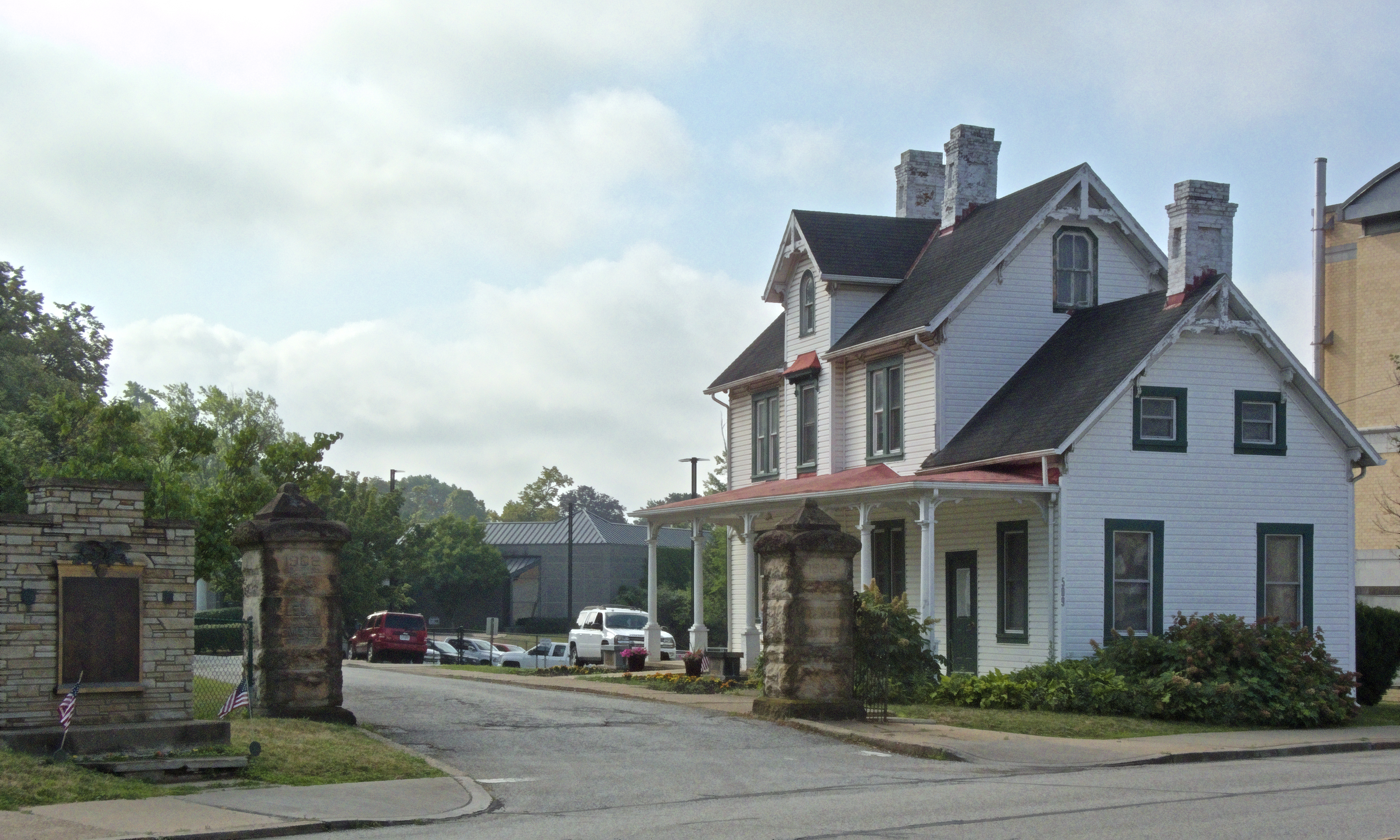
Entrata e Ufficio del Cimitero di Lebanon

Il Cimitero di Lebanon era un cimitero afroamericano di Filadelfia, Pennsylvania, costruito nel 1849. All'epoca era uno dei due soli cimiteri privati afroamericani di Filadelfia. Fu demolito nel 1899 e i corpi furono reinterrati nel 1902 nel Cimitero di Eden a Collingdale, in Pennsylvania. Il cimitero fu chiuso nel 1903.
L'antica ubicazione del cimitero si trova oggi all'angolo tra la 19a strada e Snyder Avenue, a Filadelfia Sud.

## Storia
Il Cimitero di Lebanon fu fondato il 24 gennaio 1849 da Jacob C. White sulla Passyunk Road, vicino all'attuale diciannovesima strada e Snyder Avenue a South Philadelphia. Si trattava di un cimitero non settario destinato agli afroamericani, che erano stati esclusi dalla maggior parte dei nuovi cimiteri rurali.
Il cimitero faceva parte del Cimiteri nazionali degli Stati Uniti d'America durante la guerra civile americana, con un lotto affittato all'interno del cimitero per i soldati morti negli ospedali vicini. 339 veterani afroamericani della guerra civile americana furono sepolti in una sezione riservata del cimitero di Lebanon e furono reinterrati nel Cimitero Nazionale di Filadelfia nel 1885.
All'inizio degli anni Settanta del XIX secolo, Henry Jones, un ricco afroamericano che lavorava come ristoratore, acquistò un lotto per la sepoltura nel Cimitero di Mount Moriah a Filadelfia. Dopo la sua morte, avvenuta nel 1875, le autorità cimiteriali rifiutarono di seppellirlo a causa della sua razza. Fu intentata una causa contro l'associazione del cimitero di Mount Moriah e nel 1876 la Corte Suprema della Pennsylvania stabilì che Jones aveva il diritto di essere sepolto nel cimitero. Durante il processo, il corpo di Jones fu conservato in una cripta del cimitero di Lebanon. La sua famiglia aveva pianificato di seppellirlo al cimitero di Lebanon, ma è possibile che sia stato invece sepolto nella chiesa di San Giacomo il Minore a Filadelfia.

Nel 1882 un articolo del giornale Filadelfia Press scatenò un processo sensazionale dopo che un giornalista aveva sorpreso dei ladri di cadaveri del Jefferson Medical College che rubavano corpi per usarli come cadaveri per gli studenti di medicina. Quattro ladri di tombe, tra cui il supervisore del cimitero, furono arrestati e condannati alla prigione di Moyamensing per aver rubato corpi e averli forniti al Jefferson Medical College al prezzo di 15 dollari a corpo. Dopo gli arresti, si scoprì che il furto di corpi andava avanti da nove anni e che diverse centinaia di cadaveri erano stati venduti al Jefferson Medical College. La notizia del furto di cadaveri provocò un'agitazione nella comunità afroamericana di Filadelfia.

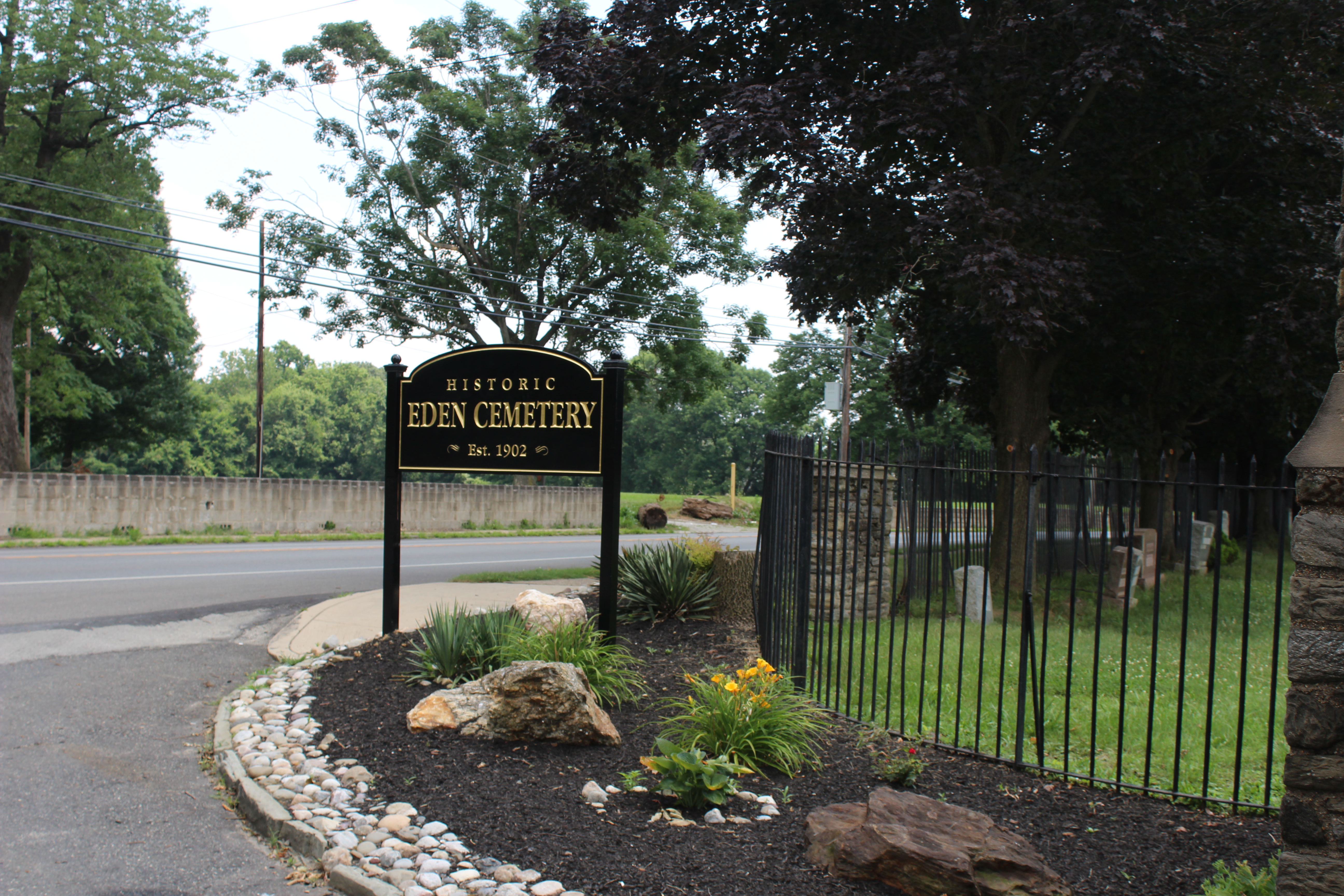
Il cimitero di Lebanon fu demolito nel 1899 e i corpi furono trasferiti nel Cimitero di Eden a Collingdale, in Pennsylvania.

Il famoso chirurgo e professore di anatomia del Jefferson Medical College, William S. Forbes, fu arrestato per il suo ruolo nel furto delle tombe, ma fu assolto. Forbes aveva contribuito alla stesura della legge della Pennsylvania del 1867 denominata “Legge sull'anatomia”, che prevedeva che gli ospedali, le carceri e i reparti di salute mentale fornissero i corpi di coloro che non avevano famiglia o fondi per la sepoltura alle scuole di medicina per la ricerca anatomica.
Anche a causa dello scandalo del furto di cadaveri nel cimitero di Lebanon, fu approvata la legge della Pennsylvania sull'anatomia del 1883, che prevedeva mezzi legali con cui le facoltà di medicina potevano ottenere cadaveri senza doverli comprare dai tombaroli.
Nel 1889 il cimitero era sovraffollato e in rovina. L'espansione della città iniziò a erodere le dimensioni del cimitero. Nel 1900, il cimitero di Lebanon si era ridotto dagli 11 acri originari a 6, con oltre 17.000 salme. Nel 1899, la città decretò la chiusura del cimitero e nel 1902 trasferì le salme nel Cimitero di Eden a Collingdale, in Pennsylvania. Il cimitero di Lebanon fu chiuso nel 1903.

## Inumazioni degne di nota
- Aaron Anderson (1811-1886), Guardiamarina della USS Wyandank, insignito della Medaglia d'Onore del Congresso della Guerra Civile degli Stati Uniti per le azioni eroiche a Mattox Creek, VA, il 17 marzo 1865.
- John C. Bowers (1811–1873), imprenditore, organista e abolizionista
- Octavius Valentine Catto (1839–1871), leader dei diritti civili e pioniere del baseball
- Rachel Cliff (1805–1885), delegata alla Convenzione dei Neri del 1855
- Emilie Davis (1839–1889), scrittrice
- Nathaniel W. Depee (1812–1868), attivista e abolizionista
- Absalom Jones (1746–1818), abolizionista ed ecclesiastico, sepolto presso la Chiesa Episcopale Africana di San Tommaso a Filadelfia, Pennsylvania. Reinterrato nel 1887 nel Cimitero di Lebanon quando la chiesa fu demolita.[17]
- Grace A. Mapps (c. 1835–1897), educatrice, amministratrice e poetessa